# Electric Six
«Electric Six» — детройтская рок-группа из шести человек, которая играет направление рок-музыки с элементами «гаражного рока, диско, панк-рока, новой волны и метала». Группа получила признание в 2003 году, благодаря синглам «Danger! High Voltage» и «Gay Bar», и впоследствии записала четырнадцать полноценных альбомов: Fire, Señor Smoke, Switzerland, I Shall Exterminate Everything Around Me That Restricts Me from Being the Master, Flashy, KILL, Zodiac, Heartbeats and Brainwaves, Mustang, Human Zoo, Bitch, Don’t Let Me Die!, Fresh Blood For Tired Vampyres, How Dare You и Bride Of The Devil. Также они выпустили альбом редких записей Sexy Trash, «живой» альбом Absolute Pleasure, а также Kickstarter-only релизы: концерты Absolute Treasure и Live In Liverpool, альбом каверов и редких записей Mimicry & Memories, фильм жанра mockumentary Roulette Stars Of Metro Detroit, альбом каверов и живой концерт You’re Welcome!, а также альбом каверов на тематику Рождества и живой акустический концерт A Very Electric SiXmas & Chill Out!

## История

### Формирование и годы The Wildbunch
Группа возникла в 1996 году под названием The Wildbunch, но впоследствии была переименована из-за существования одноимённого трип-хоп-коллектива из города Бристоль.
Первым составом группы был: Dick Valentine (Тайлер Спенсер, вокал, тексты и музыка), Rock and Roll Indian (Энтони Сельф, гитара), Surge Joebot (Джо Фризза, гитара), Disco (Стив Навара, бас) и M. (Кори Мартин, барабаны).
Во второй половине 90-х они регулярно играли в клубах Old Miami и Gold Dollar в Детройте. В период временного раскола группы в конце 90-х Тайлер Спенсер основал собственную группу, названную The Dirty Shame, и выпустил один альбом, который назывался Smog Cutter Love Story, и на котором, помимо других треков была первая версия песни с Fire, «Vengeance And Fashion». Группа воссоединилась в 2001 году, чтобы записать и выпустить «Danger! High Voltage», а также «Dealin’ in Death and Stealin’ in the Name of the Lord» с Троем Грегори для его альбома Sybil.

### В центре внимания (2001 ‒ 2003)
Выпущенный в 2003 году сингл «Danger! High Voltage» стал хитом, особенно в Великобритании. Также общественное внимание к группе было привлечено слухом, что бэк-вокал исполнил Джек Уайт из The White Stripes. Хотя об этом факте неоднократно писала пресса, в одном из интервью гитарист Surge Joebot в ответ на вопросы: «Что насчёт слухов о Джеке Уайте? Кто поёт с Dick Valentine в песне?» заявил: «Нет, это один из фанатов. Мы устроили конкурс, и он победил, он механик, это не Джек Уайт». В другом интервью барабанщик М. сказал: «Мой адвокат посоветовал нам ни подтверждать, ни отрицать присутствие Джека Уайта».
Альбом 2003 года, Fire (спродюсированный и смикшированный Дэмиеном Мендисом и Стюартом Брэдбери), принёс группе очень положительную критику и 7 место в чарте Великобритании. «Danger! High Voltage» занял вторую строчку в UK Singles Chart, а второй сингл, «Gay Bar», добрался до пятой строчки.

### Изменения в составе и тур (2004)
В июне, после завершения процесса создания альбома, в группу пришли The Colonel (Зак Шиппс, гитара; бывший участник The Atomic Numbers и Mood Elevator), John R. Dequindre (Крис Питерс, гитара, бас) и Frank Lloyd Bonaventure (Марк Дандон, бас) (оба бывшие участники Ann Arbor’s Whirling Road, Gateway Cruiser и Six Clips). Хотя какое-то время Electric Six ассоциировали с ними, вскоре их гитаристом стал Johnny Na$hinal (Джон Нэш), Петерс перешёл на бас, заменив Дандона.
В начале 2004 года Electric Six сыграли на Coachella Valley Music и Arts Festival.

### Señor Smoke(2005)
Второй альбом группы, Señor Smoke, вышел в Англии 14 февраля 2005 года. Поскольку коллектив ушел от своего прежнего американского рекорд-лейбла, выпуск альбома в Северной Америке был отложен до заключения контракта с Metropolis Records, который издал альбом 7 февраля 2006 года.
Первый сингл с Señor Smoke, кавер на хит Queen, «Radio Ga Ga», сделал группу предметом дискуссий, особенно среди фанатов этого британского квартета. В вызывающем споры клипе вокалист Dick Valentine предстаёт в образе призрака колоритного лидера Queen Фредди Меркьюри, в компании своры пуделей. Барабанщик Queen, Роджер Тейлор, написавший песню, сказал, что клип его «не впечатлил», гитаристу Queen, Брайану Мэю, он, насколько известно, понравился.
По словам Dick Valentine, «Хотя некоторые утверждают, что клип изображает меня танцующим на могиле Фредди Меркьюри, смысл был другой. На самом деле, это в большей степени воскрешение мистера Меркьюри на время песни, а его могила — это логичное начало. Мы просто пытались показать, как он восстал из могилы на три с половиной минуты. Я полагаю, такое видео можно понять неверно, но мы не смотрели на него с подобной стороны. В любом случае, всем известно, нам не нравилось то, что нам пришлось поместить эту песню в альбоме, так что этот нелепый клип немножко искупает наше недовольство, и делает его чуть более сносным. Ещё было очень здорово работать с собаками. В плане реакции, которую мы получили, некоторые люди считают его гениальным. Что до других, мы можем только извиниться. Мы ни в коем случае не хотели, чтобы его поняли в таком смысле. Но я действительно уважаю Фредди и его творчество».

### Switzerland(2006)
В ноябре 2004 года ударник М. ушёл из группы, оставив Dick Valentine единственным первоначальным участником бывших The Wildbunch. Новым постоянным членом группы стал барабанщик Percussion World (Майк Алонзо).
Electric Six закончили запись их третьего студийного альбома Switzerland в ноябре 2005 года и выпустили его в Северной Америке 12 сентября 2006 года. Группа хотела снять низкобюджетные клипы к каждой из тринадцати песен альбома, но к настоящему моменту вышло только восемь видео.

### I Shall Exterminate Everything Around Me That Restricts Me from Being the Master(2007)
В мае 2007 «шведский» басист Smörgåsbord! (Кит Томпсон, член Johnny Headband) присоединился к группе, заменив John R. Dequindre, который хотел больше времени уделять другим своим музыкальным проектам.
Четвёртый студийный альбом Electric Six, I Shall Exterminate Everything Around Me That Restricts Me from Being the Master, был издан 9 октября 2007 года в Северной Америке и 22 октября в Великобритании.
В альбом вошло 16 из 18 записанных треков. В поддержку альбома не было выпущено ни одного сингла, однако группа сняла несколько клипов и выложила в интернет несколько треков с альбома.

### FlashyиSexy Trash(2008)
Пятый альбом, озаглавленный Flashy, вышел 21 октября 2008 года.
Группа выступала в поддержку диска в Штатах, Англии и Испании с туром Hitting the Walls and Working the Middle. На концертах распространялся альбом демозаписей и ранее неизданного материала из 30 треков, под названием Sexy Trash.
В мае 2009 Metropolis Records выпустили альбом Covered in Gas группы Evil Cowards, проекта Тайлера Спенсера и Уильяма Бэйтса из Fall On Your Sword.

### KILLиZodiac(2009—2010)
30 апреля 2009, в клубе Johnny Brenda’s, Филадельфия, лидер Electric Six сказал аудитории, что новый альбом будет называться Jared Styles, однако окончательным именем стало просто KILL.
Альбом вышел 20 октября 2009 года в Штатах, выпуск в Англии последовал 2 ноября. В интернет был выложен клип на первый трек — «Body Shot».
14 февраля 2010 года Dick Valentine сообщил о начале работы над седьмым студийным альбомом. Фронтмен также заявил, что в этом альбоме должен быть кавер на песню, о котором группа думала уже долгое время. После подтвердилось, что это кавер на «The Rubberband Man» группы The Spinners.
30 апреля 2010 года, на концерте в University of Illusions Champaign-Urbana, Dick Valentine подтвердил, что седьмой альбом будет состоять из двенадцати треков и называться Zodiac. Он вышел 28 сентября 2010.

### Heartbeats and Brainwaves(2011)
Восьмой студийный альбом группы был назван Heartbeats and Brainwaves и выпущен 11 октября 2011. На официальной странице группы в Facebook были выложены превью пяти треков с альбома.

### Mustang(2013)
Девятый альбом группы был назван Mustang и выпущен 8 октября 2013.

### Absolute Treasure(2014)
16 февраля 2013 года группа объявила о сборе средств на сайте Kickstarter для снятия DVD-концерта Absolute Treasure. Деньги были собраны успешно. 7 сентября 2013 года в St. Andrew’s Hall (в Детройте) концерт был снят. В феврале 2014 года выступление вышло в продажу в цифровом и Blu-Ray виде.

### Human Zoo (2014)
На одном из последних концертов тура Save The World, Save The World (2013) солист Дик Валентайн объявил о том, что группа готовит записать новый, десятый альбом. 22 января 2014 года на своей официальной странице в Facebook группа подтвердила своё намерение записать альбом. Также группа объявила конкурс на запись нескольких слов, которые прозвучат в одной из песен будущего альбома. 16 мая 2014 года на странице в Facebook было объявлено, что альбом будет называться Human Zoo и выйдет в свет в октябре 2014 года. В середине июля была опубликована часть песен, которые будут в альбоме. Сам альбом вышел в свет 14 октября 2014 года

### Mimicry And Memories(2015)
29 мая 2014 года на официальной странице в Facebook группа разместила новость о том, что Electric Six планирует вторую кампанию на сайте Kickstarter. Там же, 6 июня была анонсирована эта вторая кампания. Целью сбора средств стал проект Mimicry And Memories, включающий в себя два диска с каверами и раритетными записями группы. Спустя 8 дней после начала кампании деньги были успешно собраны. В марте 2015 года Mimicry And Memories вышел в свет.

## Звучание, стиль и влияние
Electric Six совмещают множество стилей, это привело к тому, что группу назвали «размывающей границы стилей». Звучание коллектива описывается как синтез «диско, синти-попа, глэма и стадионного рока», в сочетании с фальцет-вокалом диско, обрамлённым «неистовым соло, их гитарными риффами, виртуозными аккордами синтезатора, или уверенной барабанной дробью», что усиливает «энергичное звучание» группы.
Критики определяют их тексты как «нелояльные, агрессивные, ироничные и похабные», обладающие «мужланской развязностью» и «насмешливой помпезностью». По словам вокалиста Electric Six, «90 % наших песен, возможно даже более 90 %, абсолютно ни о чём». Частые темы песен группы — сексуальное поведение человека, мужественность, танцы, гиперсексуальность, фаст-фуд и огонь (официальная биография группы утверждает, что их дебютный альбом Fire был так назван потому, что они «заметили обилие слова „огонь“ на этом альбоме и… решили с этим посчитаться»). Вокалист Dick Valentine прокомментировал вышеупомянутую тенденцию текстов песен по отношению к третьему альбому группы:
«…впервые ни в одной песне не будет слова „dance“ (танец) или производных слова „dance“ в названии. Но не переживайте. У нас есть песни с „drugs“ (наркотики), „girls“ (девочки), „tonight“ (этой ночью), „louder“ (громче), „party“ (вечеринка) в названии, так что мы пока ещё не изменили своей философии.»
Среди тех, кто повлиял на него в плане музыки, Dick Valentine называет Фредди Меркьюри, Talking Heads, Falco, Devo и Captain Beefheart, а также Black Sabbath, Queen и Kiss, что касается и остальных участников группы.

## Дискография

### Альбомы
- Fire (2003)
- Señor Smoke (2005)
- Switzerland (2006)
- I Shall Exterminate Everything Around Me That Restricts Me from Being the Master (2007)
- Flashy (2008)
- Sexy Trash (2008) (demos and rarities release)
- KILL (2009)
- Zodiac (2010)
- Heartbeats and Brainwaves (2011)
- Absolute Pleasure (2012) (live release)
- Mustang (2013)
- Human Zoo (2014)
- Mimicry & Memories (2015) (Kickstarter-only release)
- Bitch, Don’t Let Me Die (2015)
- Fresh Blood For Tired Vampyres (2016)
- How Dare You (2017)
- You’re Welcome! (2017) (Kickstarter-only release)
- Bride Of The Devil (2018)
- A Very Electric SiXmas & Chill Out! (2018) (Kickstarter-only release)
- Live In Liverpool (2019) (Kickstarter-only release)

### Синглы
- «Danger! High Voltage» (2002)
- «Gay Bar» (2003)
- «Dance Commander» (2003)
- «Radio Ga Ga» (2004)
- «Vibrator» (2004) (Digital-only release)
- «I Buy the Drugs» (2006) (Digital-only release)
- «Jam It In The Hole / I Can Translate» (2010) (Vinyl-only release)
- «Interchangeable Knife (Dubai Bros. Remix) / French Bacon (Phantasmagoria Remix)» (2011) (Vinyl-only release)
- «Panic! Panic!» (2020)[28]